# Nguyễn Đình Xứng
Nguyễn Đình Xứng (sinh ngày 19 tháng 2 năm 1962 ở xã Đồng Tiến, huyện Triệu Sơn, tỉnh Thanh Hóa) nguyên là Phó Bí thư Tỉnh ủy (đã bị cách tất cả chức vụ trong Đảng), Chủ tịch Ủy ban nhân dân tỉnh Thanh Hóa (đã bị xoá tư cách).

## Sự nghiệp
Nguyễn Đình Xứng bắt đầu sự nghiệp như là cán bộ phòng Kế hoạch, UBND huyện Triệu Sơn, Thanh Hóa 1984. Sau đó ông đi lính được cấp bậc hạ sĩ năm 1986, vào đảng CSVN tháng 7 năm 1987.
- 01/2000-5/2007: Phó Chánh Văn phòng UBND tỉnh Thanh Hóa, Chủ tịch Công đoàn Văn phòng UBND tỉnh
- 6/2007-4/2008: Giám đốc Sở Thủy sản Thanh Hóa
- 5/2008-8/2008: Phó Giám đốc Thường trực Sở Nông nghiệp & PTNT
- 9/2008-11/2012: Giám đốc Sở Nông nghiệp & PTNT Thanh Hóa
- 12/2012-12/2014: Thường vụ Tỉnh ủy, Phó Chủ tịch UBND tỉnh Thanh Hóa
- Ngày 26/12/2014, Ban Chấp hành Đảng bộ tỉnh Thanh Hóa đã họp và bầu ông Nguyễn Đình Xứng - Ủy viên Ban Thường vụ Tỉnh ủy, Phó Chủ tịch UBND Thanh Hóa giữ chức vụ Phó Bí thư Tỉnh ủy Thanh Hóa nhiệm kỳ 2010 -2015.
- Sáng ngày (30/12/2014), tại kỳ họp thứ 12 HĐND tỉnh Thanh Hóa khóa XVI, ông Nguyễn Đình Xứng được bầu giữ chức Chủ tịch UBND tỉnh nhiệm kỳ 2011 - 2016.
- Ngày 23/9/2015, tại Đại hội Đảng bộ tỉnh Thanh Hóa lần thứ XVIII, ông tái cử Phó Bí thư Tỉnh ủy Thanh Hóa nhiệm kỳ 2015 -2020.
- Ngày ngày 30 tháng 6 năm 2016, HĐND tỉnh Thanh Hóa khóa XVII, nhiệm kỳ 2016 - 2021 khai mạc kỳ họp thứ nhất, ông tái cử Chủ tịch UBND tỉnh nhiệm kỳ 2016 - 2021.

## Bổ nhiệm phó giám đốc tại Sở Nông nghiệp
Ngày ngày 18 tháng 7 năm 2016, các báo đưa tin Chủ tịch UBND tỉnh Thanh Hóa ông Nguyễn Đình Xứng ký quyết định bổ nhiệm ông Nguyễn Trọng Hải và bà Hoàng Thị Yến giữ chức Phó Giám đốc Sở Nông nghiệp và Phát triển nông thôn, trong khi Sở này đã có 8 Phó Giám đốc. Thủ tướng Chính phủ đã yêu cầu Bộ Nội vụ kiểm tra việc bổ nhiệm Phó Giám đốc Sở Nông nghiệp và Phát triển nông thôn tỉnh Thanh Hóa, báo cáo Thủ tướng Chính phủ trước ngày ngày 15 tháng 8 năm 2016.

## Kỉ luật
Ngày 8 tháng 9 năm 2023, ông bị kỉ luật bằng hình thức xóa tư cách chức vụ Chủ tịch tỉnh Thanh Hóa giai đoạn 2015-2020.